# Pančo Vladigerov
Pančo Haralanov Vladigerov, o Wladigeroff, Wladigerow, Vladiguerov, Vladigueroff; in bulgaro Панчо Хараланов Владигеров? (Zurigo, 13 marzo 1899 – Sofia, 8 settembre 1978), è stato un compositore, insegnante e pianista bulgaro.

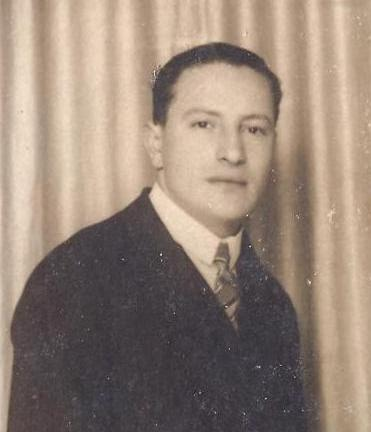
Pancho Vladigerov nel 1928

Considerato uno dei più importanti compositori bulgari di tutti i tempi, è stato uno dei primi a unire con successo la musica popolare bulgara e quella classica. Fa parte della cosiddetta seconda generazione dei compositori bulgari ed è stato uno dei membri fondatori della Società Bulgara della Musica Contemporanea (1933), che è divenuta in seguito l'Unione dei Compositori Bulgari. Vladigerov è stato il primo a utilizzare un buon numero di generi classici nella musica bulgara, come la sonata per violino e il trio con pianoforte. È stato inoltre un rispettato insegnante: tra i suoi studenti si ricordano tutti i più noti compositori bulgari della generazione successiva, quali Aleksandăr Rajčev, Aleksandăr Josifov, Stefan Remenkov e il pianista Alexis Weissenberg.

## Biografia

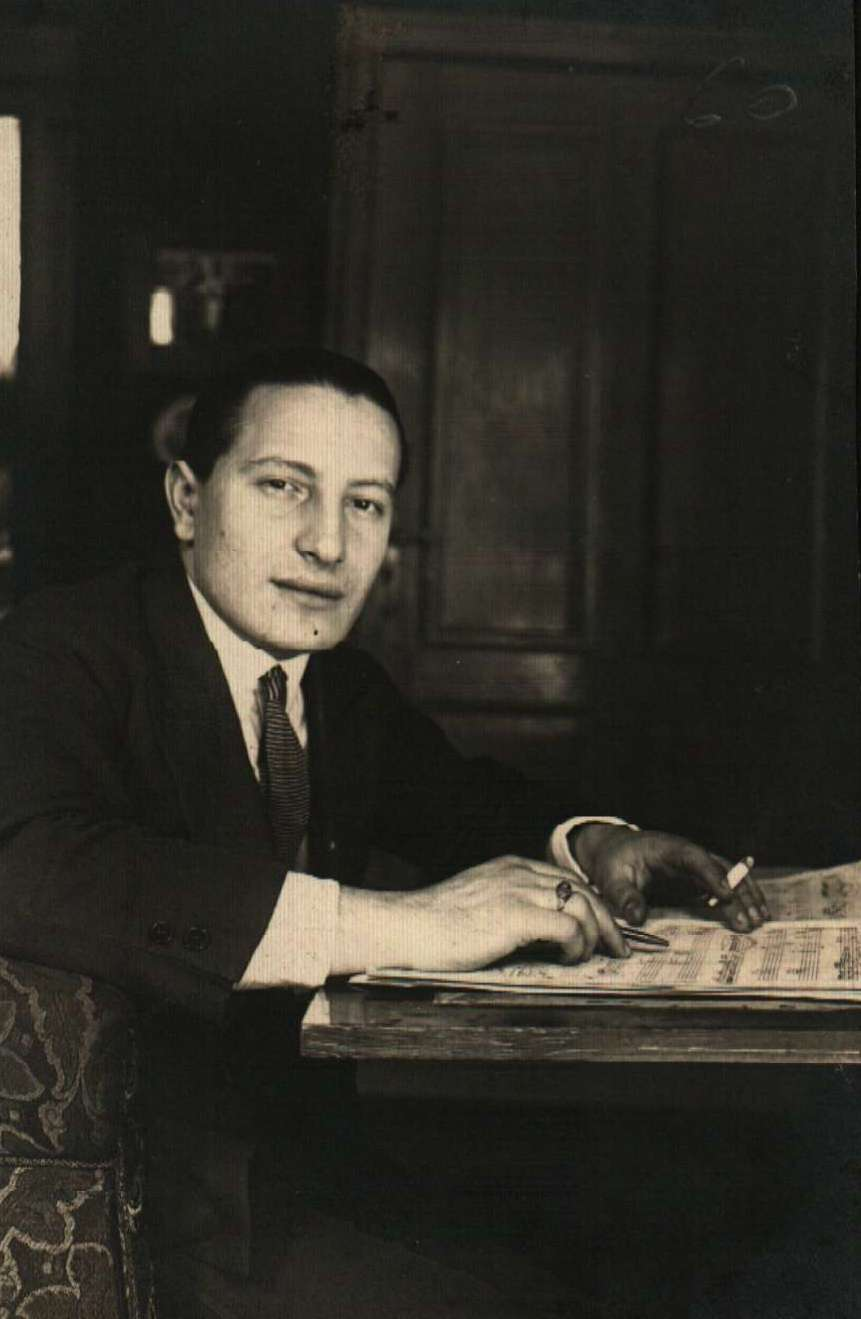
Pančo Vladigerov

Vladigerov nacque a Zurigo, in Svizzera, ma visse perlopiù a Šumen, in Bulgaria. Sua madre, la dottoressa Eliza Pasternak, era una ebrea russa, mentre il padre, il dottor Haralan Vladigerov era un avvocato e un politico bulgaro. Pančo iniziò a suonare pianoforte e a comporre fin dalla più giovane età. Nel 1910, due anni dopo la morte del padre, Vladigerov e il resto della sua famiglia si spostarono a Sofia, dove Pančo iniziò a studiare composizione con Dobri Hristov, il più noto compositore bulgaro della sua generazione.
Il nonno materno di Pančo, Leon Pasternak, un ebreo russo che aveva lasciato Odessa e si era trasferito a Zurigo pochi anni prima della nascita di Pančo, fu una figura molto influente nello sviluppo musicale del compositore e del suo conseguente successo. Il nonno, un matematico di professione, un giocatore di scacchi dilettante, un musicista e un compositore, era solito suonare il violino con Pančo e il suo fratello gemello Ljuben. Basandosi su una melodia ebraica che il nonno gli aveva insegnato, Vladigerov compose nel 1951 la sua grande sinfonia il "Poema Ebraico", Opera 47. Questa sinfonia ricevette nel 1952 il più alto onore assegnato dal Governo Bulgaro ad un'artista, il Premio Dimitrov, guadagnando l'ammirazione dei musicisti suoi seguaci. Dmitrij Šostakovič esclamò: "Un'opera come questa viene scritta solo una volta ogni cento anni".
Nel 1912 la madre di Vladigerov si adoperò per ottenere una borsa di studio dal governo per i suoi figli per poter studiare a Berlino, dove Pančo e il suo fratello gemello, il violinista Ljuben Vladigerov, vennero iscritti alla Akademische Hochschule für Musik (oggi parte dell'Università delle Arti di Berlino), che era sotto gli auspici dell'Accademia delle Arti. Pančo Vladigerov studiò teoria della musica e composizione con Paul Juon e pianoforte con Karl Heinrich Barth. Nel 1920 si laureò all'Accademia dopo aver studiato pianoforte anche con Leonid Kreutzer e composizione con Friedrich Gernsheim e Georg Schumann. Vinse due volte il Premio Mendelssohn dell'Accademia (nel 1918 e nel 1920).
Dopo la laurea Vladigerov divenne direttore musicale al Deutsches Theater di Berlino e lavorò con il famoso direttore di teatro Max Reinhardt. Nel 1932, dopo molte esitazioni, decise di ritornare a Sofia, dove venne nominato professore di Pianoforte, Musica da Camera e Composizione all'Accademia Statale di Musica, che oggi prende da lui il suo nome.
Vladigerov compose in una varietà di generi, tra cui un'opera (Car Kalojan, su libretto di Nikolaj Liliev e Fani Popova-Mutafova), balletti, musica sinfonica, cinque concerti per pianoforte, due concerti per violino, musica da camera, tra cui quartetti per archi, trii (per violino, violoncello e pianoforte), opere e trascrizioni per violino e pianoforte e numerose opere per pianoforte solista, 38 trascrizioni di brani strumentali per strumento solista e pianoforte, 13 trascrizioni successive di sue prime opere per due pianoforti, cinquanta arrangiamenti di canti popolari per voce e pianoforte od orchestra, 20 canzoni per voce e pianoforte, 10 brani corali con accompagnamento di pianoforte e orchestra e musica di scena per gli spettacoli del Deutsches Theater di Berlino, del Theater in der Josefstadt di Vienna e del Teatro Nazionale di Sofia.
Vladigerov ottenne una considerevole fama nell'Europa degli anni '20, quando molti dei suoi pezzi vennero pubblicati da Universal Edition di Vienna e impressi su LP dalla casa discografica Deutsche Grammophon prima della loro esecuzione in Europa e negli Stati Uniti. Come pianista e compositore fece dei tour in molti dei paesi europei eseguendo principalmente le proprie opere. Nel 1969 vinse il Premio Herder dell'Università di Vienna. L'etichetta discografica bulgara Balkanton pubblicò un'edizione dei suoi spettacoli e della sua musica sinfonica in quattro set di sette LP ciascuno; tuttavia, solo una piccola parte delle sue opere è attualmente disponibile su CD.
La musica di Vladigerov è stata apprezzata da diversi compositori quali Richard Strauss, Dmitrij Šostakovič e Aram Chačaturjan. Le sue opere sono state eseguite da diversi artisti, come Alexis Weissenberg, David Ojstrach, Ėmil' Gilel's, Ivan Drenikov e, più recentemente, Marc-André Hamelin; tuttavia, il suo nome resta poco conosciuto, se non nel suo paese natale. La sua musica per pianoforte solista è stata recentemente eseguita in diversi concerti nel Regno Unito dalla pianista di origine bulgara Valentina Seferinova, che continua a sostenere la sua musica.
L'opera più emblematica ed eseguita di Vladigerov è certamente Vardar Rhapsody, conosciuta anche come Rapsodia Bulgara. Originariamente scritta per violino e pianoforte, è stata in seguita orchestrata e arrangiata per diversi strumenti. Un'opera fieramente patriottica che è diventata, nelle parole della critica che l'ha apprezzata: "l'equivalente bulgaro della polacca in la maggiore di Chopin".
Pančo Vladigerov morì nel 1978 a Sofia. Suo figlio Aleksander Vladigerov (1933-1993) e i suoi nipoti Pančo Vladigerov Jr., Aleksander Wladigeroff e Konstantin Wladigeroff sono diventati anch'essi rispettati musicisti.

## Eredità

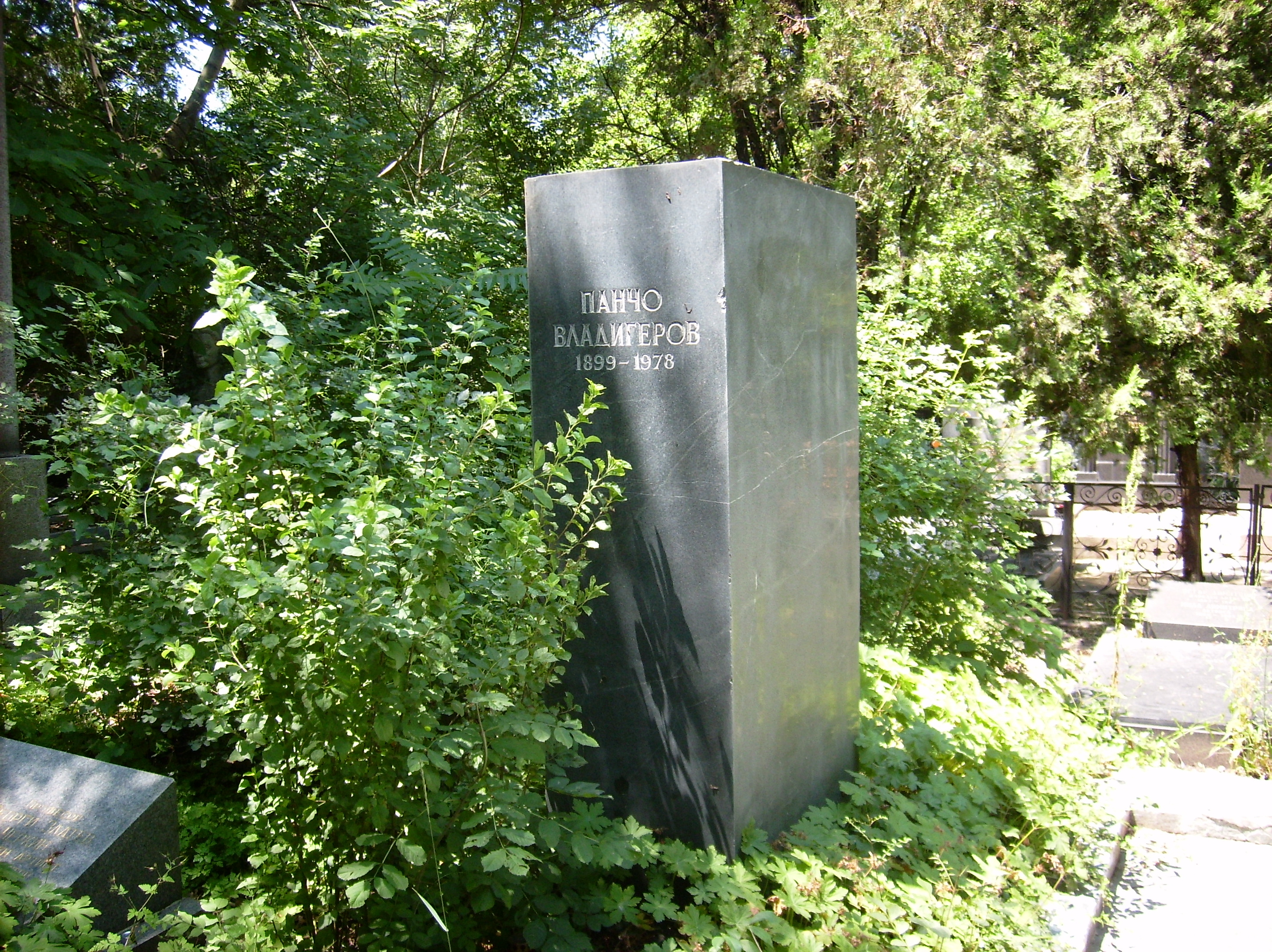
La tomba di Pančo Vladigerov nel Cimitero Centrale di Sofia

La casa di Pančo Vladigerov al n. 10 di Jakubica, a Sofia, è stata trasformata in un museo.
La Fondazione per l'Eredità Intellettuale di Pančo Vladigerov è stata fondata nell'autunno del 2006 da Pančo Vladigerov Jr. Il suo scopo principale è quello di preservare, proteggere e rendere nota al grande pubblico l'eredità materiale e immateriale di Pančo Vladigerov.
Vladigerov è inoltre ricordato nel nome:
- di una competizione internazionale di musica che si tiene ogni due anni dal 1986 a Šumen;[9]
- dell'Accademia Nazionale di Musica di Sofia, dedicata al "Prof. Pančo Vladigerov";[10]
- del Passaggio di Vladigerov in Antartide.[11]